# 佐々木リョウ
佐々木 リョウ（1988年4月24日 - ）は、日本の男性シンガーソングライター。広島県三次市出身。2016年、まるか食品の「イカ天瀬戸内れもん味」PR大使に就任。

## 来歴
出生から小学校時代まで
1988年4月24日、広島県三次市に生まれる。ドラマーの父、ピアニストの母、クラリネット奏者の姉を持ち、天真爛漫な幼少期を過ごす。
広島県立八次小学校に入学。当時から熱狂していた広島東洋カープに影響され、5年生の時にスポーツ少年団に入り、野球を始めたが1年あまりで退部。退部の原因は、当時コンプレックスだった肥満体型を指摘されたためである。その後、自宅倉庫にしまってあった父のクラシックギターを触り始めたことがきっかけとなり、音楽にのめり込んでいくこととなる。
中学校から高校時代まで
八次中学校在学中、アコースティックデュオ「19」に刺激を受け、曲作りに没頭する。Ryoというアーティスト名で地元・広島県三次市にある卑弥呼にて初ライブを行う。その際、卑弥呼ライブメンバーにて作成されたコンピレーションアルバム「ヒゲミルクティー」に初のレコーディング音源「キミがいたから」が収録された。
広島県立日彰館高等学校に入学してからは、当時ブームであった青春パンクに影響を受け、同級生有志を集い「HAPPY★TOWN」を結成。ボーカル＆ギターを担当。バンドに熱中しながらも、弾き語りでのライブもこなしていた高校3年生の時、学校の音楽教師から「高校生創作音楽大会　音楽甲子園2006」と書かれた封筒を渡される。それを鵜呑みにした佐々木は音楽甲子園に応募し、全国100組のエントリーの中から優勝。エントリー曲は「朝焼けのSTAR」。同年、広島県三次市三良坂町にある灰塚ダムの竣工式イベントにゲスト出演し、「朝焼けのSTAR」を含む数曲を披露。その際、司会を務めていたのが西田篤史であり、その後の佐々木の音楽活動に強く影響することとなる。西田篤史がメインMCを務めていたRCCテレビ『イブニング・ふぉー』にて、Ryoの特集が組まれた。音楽甲子園金賞受賞をしたRyoが夢を追いかけ上京するという内容の密着取材であった。その中で、日彰館高等学校卒業式にて卒業生全員がRyoが作詞作曲をした「Friends」を大合唱するシーンを撮影する予定であったが、学校側が拒否。代わりに、卒業式後、学校付近の公民館で自主開催した卒業ライブが放送された。生徒会長を務めながらも、音楽に没頭するあまり学業の方は芳しいものではなかった。卒業見込みを同級生の中で最後にもらったほどであった。
東京時代

## 人物
- 広島在住で広島を拠点に全国で活動している[3]。
- 被爆者の祖母を持つ被爆3世であり、2013年8月6日に広島市内で若手ミュージシャンらによる音楽イベント「PEACE音学会」をスタートさせ毎年開催している[3][4]。
- 2016年5月に広島平和記念公園で「核なき世界」を呼びかけたオバマ大統領のスピーチを聞き、そのスピーチにこたえる形で2016年7月に「Answer Song」を作詞、作曲しライブで歌っている[4]。
- 2017年5月、チャチャと名付けたメス猫を家族に迎え入れた[3]。
- 2018年12月、「2019年12月1日にJMSアステールプラザ大ホールでギター一本完全弾き語りライブを行う」旨を発表[5]。翌年の12月1日にライブを行い、1,000名以上の観客を集めた[6]。

## ディスコグラフィ
佐々木リョウ
- 猫好きネコアレルギー～本編～（2010年11月21日、インディーズ） 1stフルアルバム 12曲収録
- Ｍyself（2011年10月15日、RSR-0002） 7曲収録
- Quarter of a century（2013年 5月6日） 5曲収録
- Folkist（2014年2月16日） 5曲収録
- GAN・CHANCE!!（2014年7月、COCORO-0002） 3曲収録　広島東洋カープ 岩本貴裕選手公式応援ソング
- 真っ直ぐなSONGS（2016年4月24日 、合同会社082/ザメディアジョン、PEPO-0001） ベストアルバム 13曲収録
- LOVE.（2018年2月24日）
- なないろ（2019年9月、配信限定）
- I'm good!!（2019年10月27日、PEPO-0006）

西田篤史と佐々木リョウ
- マイガール／俺がね、立っていられるのは（2016年3月9日、ザメディアジョン） 1st シングル　4曲収録（うち2曲Instrumental）

佐々木リョウ×Pomu
- ふるさとソング「みよしのうた」（2016年1月28日、パピープロダクションぺぽ） 全3曲収録（うち1曲カラオケ）

佐々木リョウ&大山百合香
- アイトアイ（2017年3月、Good Lilly Records） 全5曲収録（うち3曲はPianoバージョン、プリプロダクション、Instrumental）
- Image （2021年4月、Good Lilly Records） 全5曲収録。クラウドファンディングにより制作費用が賄われた。

ヤルキスト&佐々木リョウ
- 愛する誰かのために僕は泥だらけになる（2017年、iTunes Store　レコチョク） 配信

Ah Need Corny
- 未来Note.（2018年8月6日、ANC-0001）

香川裕光・Dressing・渕上里奈・ヤルキスト・友安優弥とともに結成したスペシャルユニット。
楽曲提供
- GAN・CHANCE!!（作詞 作曲 歌唱） 広島東洋カープ背番号10番 岩本貴裕選手公式応援ソング
- イカ天 瀬戸内れもん味のテーマそんぐ（作詞 作曲 歌唱） まるか食品
- 株式会社タカハシ CMソング（作曲 歌唱）作詞は株式会社タカハシ
- beer（作詞 作曲 歌唱）映画「日本の麦酒歴史（ビールヒストリー）」主題歌

## 出演

### ラジオ
- 佐々木リョウのバリAじゃんラジオ（RCCラジオ） 毎週日曜 22：00 - 22：30（ - 2019年3月）、毎週月曜 19:30 - 20:00 （2019年4月 - ）

### CM
- 花岡組（2019年）ヴェートーベンと出演